# David Meiklejohn
David Ditchburn Meiklejohn (Govan, 12 dicembre 1900 – Airdrie, 22 agosto 1959) è stato un calciatore e allenatore di calcio scozzese, di ruolo difensore.

## Carriera

### Club
Trascorse l'intera carriera in Scozia, giocando per i Rangers, con cui vinse 13 titoli nazionali e 6 coppe di Scozia.

### Nazionale
Ha vestito la maglia della Nazionale scozzese tra il 1922 e il 1933.

## Palmarès

### Giocatore

#### Competizioni nazionali
- Campionato scozzese: 13

Rangers: 1919-1920, 1920-1921, 1922-1923, 1923-1924, 1924-1925, 1926-1927, 1927-1928, 1928-1929, 1929-1930, 1930-1931, 1932-1933, 1933-1934, 1934-1935
- Coppa di Scozia: 6

Rangers: 1927-1928, 1929-1930, 1931-1932, 1933-1934, 1934-1935, 1935-1936

### Allenatore

#### Competizioni regionali
- Glasgow Cup: 3

Partick Thistle: 1950-1951, 1952-1953, 1954-1955
- Glasgow Merchants Charity Cup: 1

Partick Thistle: 1948-1949